# Phong Lê

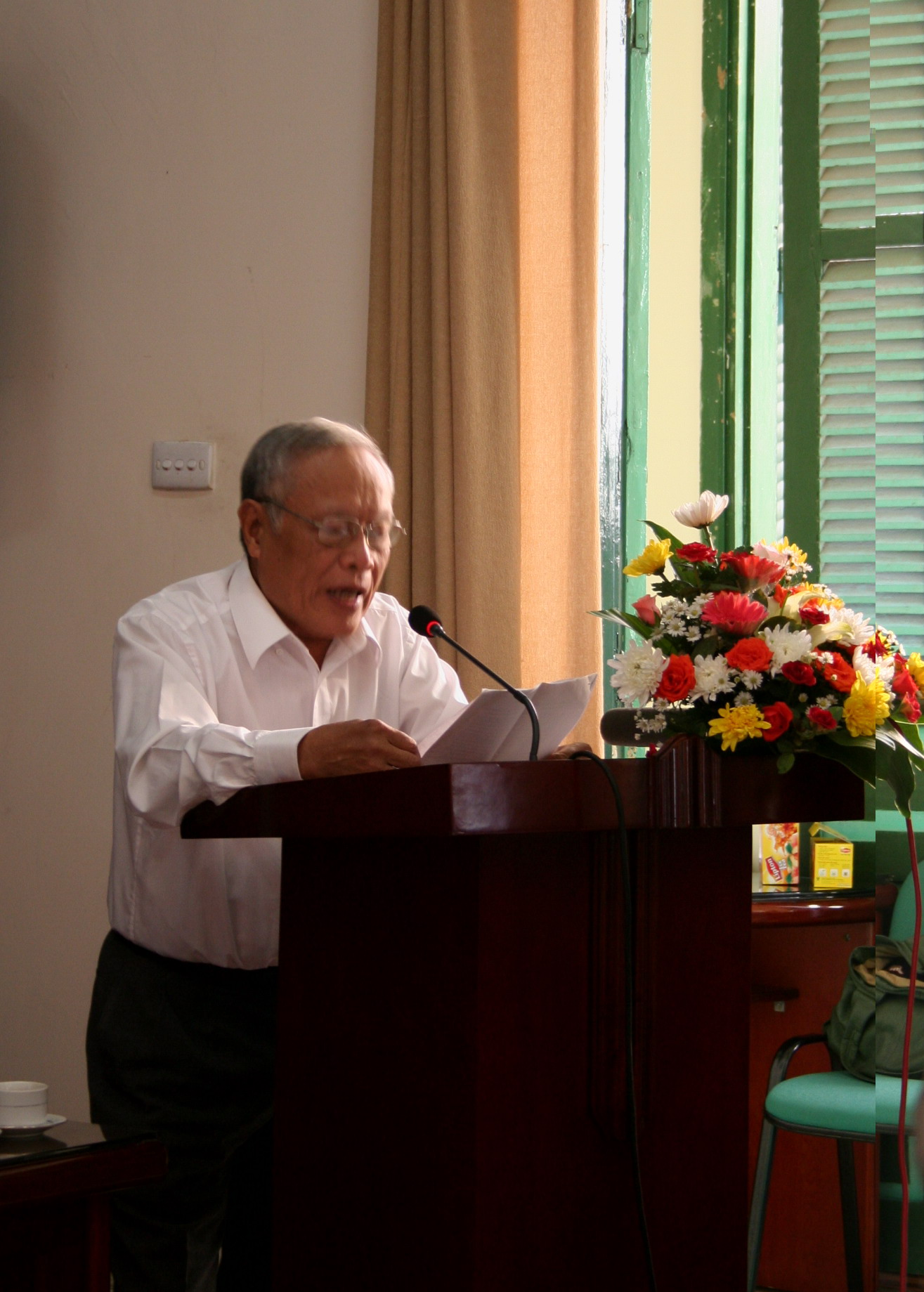
Giáo sư Phong Lê trong một buổi hội thảo khoa học

Giáo sư Phong Lê, tên thật là Lê Phong Sừ, sinh ngày 10 tháng 11 năm 1938 ở Sơn Trà, huyện Hương Sơn, Hà Tĩnh, là một nhà nghiên cứu, phê bình văn học Việt Nam hiện đại, nguyên Viện trưởng Viện Văn học thuộc Trung tâm Khoa học Xã hội và Nhân văn Quốc gia (nay là Viện Hàn lâm Khoa học xã hội Việt Nam); hội viên Hội nhà văn Việt Nam. Ông được phong học hàm Phó giáo sư năm 1984 và Giáo sư năm 1991.

## Quá trình công tác
Sau khi tốt nghiệp khoa ngữ văn của Đại học Tổng hợp Hà Nội năm 1959, ông trở về công tác tại Viện Văn học từ những ngày đầu tiên Viện chính thức tách ra từ Ban nghiên cứu Văn, Sử Địa và mang tên như ngày nay. Ông lần lượt trải qua các chức vụ: biên tập viên tòa soạn Tạp chí Văn học của Viện (1960); Nghiên cứu viên, trưởng phòng Phòng văn học Việt Nam hiện đại (1965-1987); Ủy viên Hội đồng khoa học Viện Văn học (từ 1968); Viện trưởng Viện Văn học kiêm Tổng biên tập Tạp chí Nghiên cứu Văn học, Nghiên cứu viên cao cấp, Ủy viên Hội đồng khoa học Viện Khoa học Xã hội Việt Nam (1988-1995).

## Tác phẩm đã xuất bản
Phong Lê đã viết riêng và chủ biên khoảng 30 công trình lý luận và nghiên cứu về văn học Việt Nam thế kỷ 20, trong đó đáng chú ý là những công trình:

### In riêng
- Mấy vấn đề văn xuôi Việt Nam 1945-1970 (1972)
- Văn và người (1976)
- Văn xuôi Việt Nam trên con đường hiện thực xã hội chủ nghĩa (1980)
- Văn học Việt Nam hiện đại – Lịch sử và lý luận (1980 - 1987, 7 tập)
- Chủ tịch Hồ Chí Minh và văn học Việt Nam hiện đại (1986)
- Văn học và công cuộc đổi mới (1994)
- Nam Cao - Phác thảo sự nghiệp và chân dung (1997)
- Văn học trên hành trình của thế kỷ XX (1997)
- Một số gương mặt văn chương học thuật Việt Nam hiện đại (2001)
- Văn học Việt Nam hiện đại - những chân dung tiêu biểu (2001)
- Người trong văn (2006)

### In chung
- Tác gia văn xuôi Việt Nam hiện đại (1976)
- Nhà thơ Việt Nam hiện đại (1984)
- Văn học về đề tài công nhân, tập 1 năm 1983 và tập 2 năm 1985
- Nhà văn các dân tộc thiểu số Việt Nam (1988)
- Cách mạng, kháng chiến và đời sống văn học 1945-1954, 3 tập (1987-1995)
- Nghĩ tiếp về Nam Cao (1992).
- Nguyễn Ái Quốc - Hồ Chí Minh - Tư tưởng và sự nghiệp văn học (Viết chung với GS Hà Minh Đức, GS Nguyễn Đăng Mạnh; Nhà xuất bản Lý luận chính trị xuất bản năm 2005)

## Giải thưởng
Ông được giải thưởng Nhà nước về Khoa học và Công nghệ năm 2005.